# Aristeus pallidicauda
Aristeus pallidicauda is een tienpotigensoort uit de familie van de Aristeidae. De wetenschappelijke naam van de soort is voor het eerst geldig gepubliceerd in 1993 door Komai.